# Kahena Kunze
Kahena Kunze (12 de març de 1991) és una regatista de vela brasilera de la classe 49er FX. Juntament amb Martine Grael, es va proclamar vencedora del Campionat del Món de 2014, celebrat a Santander, i va aconseguir la medalla d'or als Jocs Olímpics de Rio de Janeiro.

## Estadístiques
A 27 September 2015 
| 2010 | Campionat del Món de 420            | Haifa, Israel          | 25a | Classe 420     |
| 2013 | Campionat del Món de 49er i 49er FX | Marsella, França       | 2a  | Classe 49er FX |
| 2014 | Campionat del Món de vela           | Santander, Espanya     | 1a  | Classe 49er FX |
| 2016 | Jocs Olímpics                       | Rio de Janeiro, Brasil | 1a  | Classe 49er FX |